# Rho Leonis
Rho Leonis (ρ Leo, ρ Leonis) è una stella situata nella costellazione del Leone di magnitudine apparente 3,87. Si tratta di una stella binaria abbastanza distante da rendere la misurazione della parallasse del satellite Hipparcos non affidabile; una stima che tiene conto delle proprietà del sistema la colloca a 3650 anni luce dal sistema solare. 
Occasionalmente viene chiamata anche Shir, che deriva dal persiano e significa "leone". Nell'antica Babilonia indicava la sedicesima costellazione dell'eclittica, Maru-sha-arkat-Sharru, che significa "quarto figlio", o il "figlio di quattro anni del Re"

## Osservazione
Si tratta di una stella situata nell'emisfero celeste boreale, ma grazie alla sua posizione vicino all'equatore celeste può essere osservata da tutte le regioni della Terra. Nei pressi del circolo polare artico appare circumpolare, mentre resta sempre invisibile solo in prossimità dell'Antartide. Essendo di magnitudine 3,87 la si può osservare anche dai piccoli centri urbani senza difficoltà, sebbene un cielo non eccessivamente inquinato sia maggiormente indicato per la sua individuazione. Data la sua vicinanza all'eclittica, il 30 agosto viene occultata dal Sole.

## Caratteristiche fisiche
Rho Leonis è una supergigante blu di classe B1Iab, estremamente luminosa; è una delle più calde e massicce stelle visibili ad occhio nudo dalla Terra. Con una temperatura superficiale di oltre 20.000 K, e tenendo conto della radiazione ultravioletta che una stella così calda emette, ρ Leonis è oltre 450.000 volte più luminosa del Sole. La sua massa è stimata essere oltre 27 volte quella del Sole, mentre il raggio è 37 volte superiore a quello della nostra stella.
ρ Leonis è anche una stella binaria, con una compagna poco studiata di magnitudine 4,8 situata a 0,11 mas dalla principale. La compagna è solamente una magnitudine meno brillante della principale, quindi anch'essa è certamente una stella piuttosto massiccia, rispetto al Sole. Non è conosciuto il periodo orbitale, anche se viene suggerito, data la separazione visuale delle due componenti, che esso sia di circa un anno. Con pochi milioni di anni di vita alle spalle e data la sua grande massa, ρ Leonis è evoluta rapidamente ed ha già terminato l'idrogeno interno al nucleo da fondere in elio; ben al di sopra del limite di 10 M⊙ oltre il quale una stella esplode in supernova, a Rho Leonis non restano che poche migliaia di anni al massimo prima dell'esplosione finale.
Si tratta, come molte supergiganti, anche di una variabile del tipo Alfa Cygni, con una variazione della sua luminosità di 0,07 magnitudini in un periodo di 3,43 giorni.